# Maeve Metelka
Maeve Metelka (* 8. November 1998 in Wien) ist eine österreichische Schauspielerin und Hörspielsprecherin.

## Leben und Karriere
Metelka ist die Tochter von Tamara Metelka und Nicholas Ofczarek. Sie wuchs in Wien auf und stand schon früh in Schulproduktionen und als Sängerin der Schulband auf der Bühne. Theatererfahrung sammelte sie 2012 im Herrenseetheater in Litschau.
Von 2019 bis 2024 studierte sie an der Hochschule für Schauspielkunst Ernst Busch. Im April 2022 war sie als Sprecherin in der hr2-Hörspieladaption von Jane Austens Stolz und Vorurteil zu hören. Metelka arbeitet auch als Filmschauspielerin. 2022 war sie in der Amazon Original-Produktion Sachertorte in ihrem ersten Film an der Seite von Max Hubacher zu sehen. 2023 trat sie am Berliner Ensemble in Tilo Nests Inszenierung Clockwork Orange auf.

## Filmografie (Auswahl)
- 2019: Unorthodox (Fernsehserie, eine Folge)
- 2021: Der Kommissar und die Eifersucht (Fernsehfilm)
- 2022: Sachertorte
- 2024: Concordia – Tödliche Utopie (Fernsehserie)

## Hörspiele (Auswahl)
- 2022: Jane Austen: Stolz und Vorurteil (3 Teile) (Elizabeth) – Regie: Kai Grehn (Hörspielbearbeitung – HR/Deutschlandradio/Der Hörverlag)
- 2023: Cara Hunter: Sie finden dich nie (2 Teile) – Bearbeitung und Regie: Cordula Dickmeiß (Hörspielbearbeitung, Kriminalhörspiel – Deutschlandradio)
- 2024: Tilda: 22 Bahnen – Regie: Irene Schuck, Nach dem Roman von Caroline Wahl (ARD-Hörspieldatenbank)

## Theater (Auswahl)
- 2023: Clockwork Orange (Berliner Ensemble)
- 2023: Blank (Berliner Ensemble)
- 2024: Biedermann und die Brandstifter (Berliner Ensemble)